# Margaret Hillis
Pour les articles homonymes, voir Hillis.
Margaret Hillis, née le 1er octobre 1921 à Kokomo dans l'Indiana et morte le 5 février 1998 à Evanston dans l'Illinois, est une cheffe d'orchestre américaine.

## Biographie
Margaret Hillis naît le 1er octobre 1921 à Kokomo dans l'Indiana. 
Après avoir obtenu son diplôme de l'Université d'Indiana en 1947, elle étudie la direction de chœur à la Juilliard School of Music, de 1947 à 1989. Elle poursuit ses études avec Robert Shaw, ce qui lui permet de devenir directrice de l' American Concert Choir (1950). Elle enseigne la direction de chœur à la Juilliard School of Music de 1951 à 1953 et à l' Union Theological Seminary de 1950 à 1960. En 1954, elle crée l' American Choral Foundation qui faita beaucoup pour promouvoir les groupes choraux.
Margaret Hillis est la fondatrice et la cheffe d'orchestre du Chicago Symphony Chorus. Son grand-père maternel est Elwood Haynes.
Margaret Hillis meurt le 5 février 1998 à Evanston dans l'Illinois,.